# 野村治三郎 (6代)
6代 野村 治三郎（のむら じさぶろう/ちさぶろう、1828年（文政11年11月） - 1900年（明治33年）9月8日）は、幕末から明治時代の政治家。貴族院多額納税者議員。

## 経歴
のちの青森県上北郡野辺地町の豪商野村家に生まれる。野村家は代々南部藩の御用商人、廻船問屋を務めた家柄で飢饉では救済米を施すなど慈善を行った。1855年（安政2年）の飢饉や1872年（明治5年）の青森大火、三沢でのコレラ流行などの際に慈善を施し、野辺地のみならず周辺町村からも感謝された。また、大坂より自費で御影石を取り寄せ、町内の道路修繕を行った。1876年（明治9年）と1881年（明治14年）の明治天皇巡幸の際には、自邸の庭に行在所を設けた。その功績などを称され明治天皇との拝謁を許されたが、その際には岩倉具視が列席した。ほか、上北郡雲雀牧場頭取、青森県会議員を務めた。
1890年（明治23年）青森県多額納税者として貴族院議員に互選され、同年9月29日から1897年（明治30年）9月28日まで在任した。

## 親族
- 孫：8代 野村治三郎（衆議院議員）
- 曾孫:さた (子爵清浦奎吾八男末雄妻)[4]
- 曾孫:てつ （秩父セメント代表取締役諸井恒平長男貫一妻)[5]